# ORCID
Een ORCID iD (Open Researcher and Contributor ID) is een alpha-numerieke code die wordt gebruikt om auteurs van wetenschappelijke werken uniek te identificeren.
Een ORCID iD is een persistent identifier.
Achter ORCID staat een non-profitorganisatie, waarvan wetenschappers, instituten en organisaties lid kunnen worden.
Een ResearcherID van Thomson Reuters is ORCID compatibel en hiermee uitwisselbaar.
De registry van ORCID is op 1 oktober 2012 gestart.
In December 2015 waren er meer dan 1.8 miljoen ORCIDs (ORCID iDs) aangemaakt, gelinkt aan meer dan 10 miljoen werken en bijna 5 miljoen unieke DOIs. Het nationale NARCIS systeem gaat het mogelijk maken ORCID iDs te koppelen aan auteurs.

## Structuur
De structuur
van een ORCID ID bestaat uit een URI met 16 cijfers, dat compatibel is met de International Standard Name Identifier (ISNI), ook bekend als de ISO-norm: ISO-27729. Een voorbeeld is de URI voor René Bekkers: https://orcid.org/0000-0002-4403-7222 .
De ISNI range 0000-0001-5000-0007 tot 0000-0003-5000-0001 is gereserveerd voor ORCID identifiers.